# Гарольд Емері Мур
Гарольд Емері Мур (англ. Harold Emery Moore, 7 липня 1917 — 17 жовтня 1980) — американський ботанік, відомий роботами по систематиці рослин родини пальмових.

## Біографія
Гарольд Емері Мур народився 7 липня 1917 року.
У 1939 році Мур здобув ступінь бакалавра у Массачусетському університеті в Емгерсті, згодом вирушив до Гарвардського університету, де здобув ступінь магістра у 1940 році та ступінь доктора філософії у 1942 році. Він зробив значний внесок у ботаніку, описавши багато видів рослин.
Гарольд Емері Мур помер 17 жовтня 1980 року.

## Наукова діяльність
Гарольд Емері Мур спеціалізувався на насіннєвих рослинах.

## Наукові праці
- African Violets, Gloxinias and their relatives. 1957.
- An Annotated Checklist of Cultivated Palms. In: Principes. 7, 1963.
- The Major Groups of Palms and their Distribution. 1973.